# 全国高等学校選抜自転車競技大会
全国高等学校選抜自転車競技大会（ぜんこくこうとうがっこうせんばつじてんしゃきょうぎたいかい）は、毎年3月に開催される高校自転車競技大会である。
第1回は1978年に開催。全国高等学校総合体育大会自転車競技大会（インターハイ）、ジュニア全日本選手権、国民体育大会自転車競技と並ぶ高校自転車競技の4大大会として知られるが、インターハイと違い女子競技（1991年より）も採用されている。
以前は持ち回り開催であったが、2007年からは北九州市での固定開催となり、トラックは北九州メディアドーム、ロードは若松区竹並バイパス特設ステージで行われている。2014年からは熊本県で開催。2017年は熊本競輪場が熊本地震の被害を受けた影響で、久留米競輪場、2022年は別府競輪場で開催。

## 種目

### 男子
- トラックレース
  - スプリント
  - ポイント・レース
  - 1kmタイムトライアル
  - 3kmインディヴィデュアルパーシュート
  - ケイリン
  - スクラッチ
- 個人ロードレース

### 女子
- トラックレース
  - 500mタイムトライアル
  - 2kmインディヴィデュアルパーシュート
  - スクラッチ
- 個人ロードレース

### 過去の種目
すべて男子
- トラックレース
  - 2000m速度競走
  - 5000m速度競走
  - エリミネイション
  - イタリアンチームレース
- ロードレース団体